# Har Schokef
Der Har Schokef (hebräisch הַר שוֹקֵף Har Schōqef) ist eine Erhebung im Karmelgebirge in Israel nordwestlich des Ortes Daliat el-Karmel. Er liegt in der Region, die stark vom Waldbrand in Israel 2010
betroffen wurde. Der Israel National Trail führt über diesen Gipfel, der einen Ausblick auf das Mittelmeer bietet.